# Sân bay Đồng Hới
Sân bay Đồng Hới hay Cảng hàng không Đồng Hới, mã sân bay IATA là VDH, là một sân bay tại phường Đồng Thuận, tỉnh Quảng Trị (trước đây là xã Lộc Ninh, thành phố Đồng Hới, Quảng Bình), Sân bay này được thực dân Pháp xây dựng vào thập niên 1930, được nâng cấp và sử dụng trong chiến tranh Việt Nam, ít được sử dụng sau năm 1975. Cụm cảng hàng không miền Bắc đã khởi công xây dựng lại vào ngày 30 tháng 8 năm 2006 và đã hoàn thành và đưa vào sử dụng vào ngày 18 tháng 5 năm 2008. Sân bay nằm về phía bắc, cách trung tâm phường Đồng Hới 6 km, gần giáp bờ Biển Đông và có đường băng 300 m về phía đông Quốc lộ 1.
Năm 2011, số lượt chuyến phục vụ là 956 lượt chuyến với 68.427 lượt khách, so với 984 lượt chuyến và 49.803 lượt khách năm 2010 và ước tính 1104 lượt chuyến hạ cất cánh với 90.000 lượt khách vào năm 2012.
Năm 2015, sân bay này phục vụ 261.372 lượt khách, tăng 122,1% so với năm 2014..
Sản lượng khách năm 2016 là 365.820 (tăng 39,96% so với năm 2015), tổng cộng có 2.650 lượt chuyến bay đi và đến, và 225,390 tấn hàng hóa thông qua.
Sản lượng khách năm 2017 dự kiến đạt 500.000 lượt khách, bằng công suất thiết kế sân bay này.
Dự án đầu tư nâng cấp sân bay này sẽ được tiến hành từ quý 4/2018 và hoàn thành công tác nâng cấp vào năm 2020, lúc đó đường băng sân bay này sẽ đạt cấp 4E với chiều dài 3.600m và chiều rộng 45 m, có thể phục vụ các loại tàu bay dân dụng lớn nhất như A350, Boeing 787 Dreamliner, với hai nhà ga (quốc tế và nội địa), tổng công suất thiết kế 10 triệu lượt khách/năm.

## Lịch sử

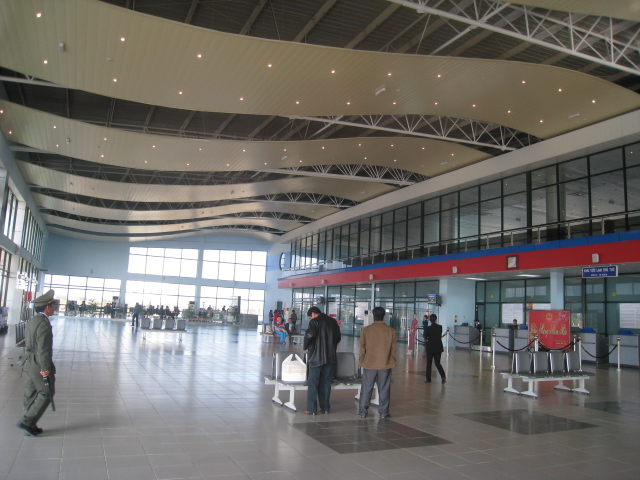
Bên trong nhà ga Sân bay Đồng Hới

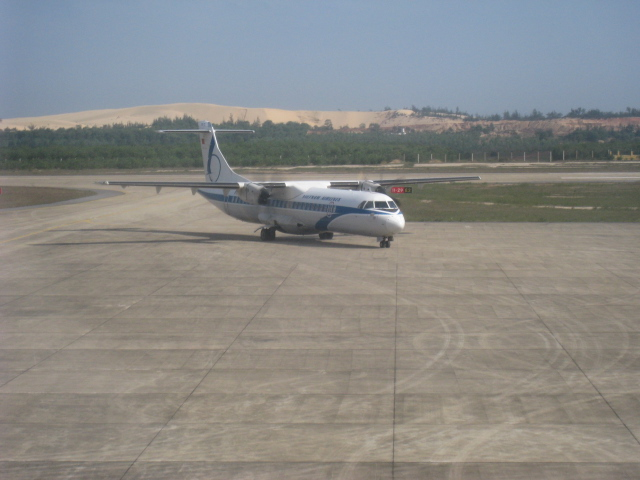
Máy bay ATR-72 của Vietnam Airlines đang tiến vào Sân bay Đồng Hới

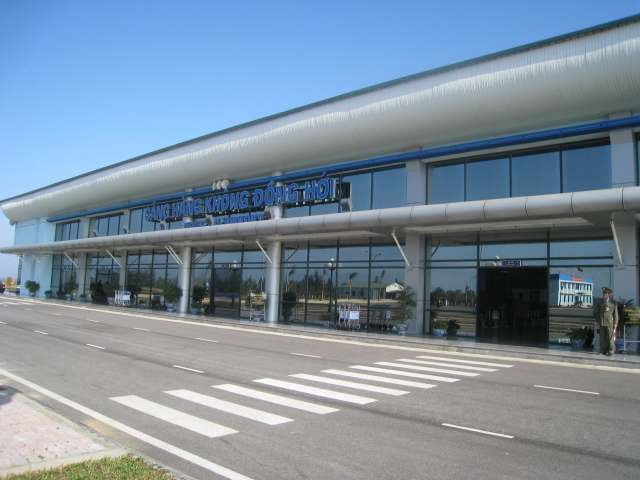
Nhà ga Sân bay Đồng Hới

Trong thời kỳ Việt Nam bị thực dân Pháp đô hộ, người Pháp đã xây dựng một sân bay có đường băng bằng đất. Trong thời kỳ 1930 - 1954,, không quân thực dân Pháp sử dụng sân bay này để tấn công quân Việt Minh ở khu vực Bắc Trung Bộ và bắn phá Nam Lào. Sân bay thời kỳ này có đường cất hạ cánh bằng đất 1800 m x 30 m. Trong thời kỳ 1960 - 1975, quân đội Việt Nam Dân chủ Cộng hòa sử dụng sân bay này (đường băng gác ghi) để trung chuyển vũ khí, đạn dược, quân nhân vào chiến trường miền Nam.
Sân bay này cũng là nơi máy bay chở chủ tịch Việt Nam Dân chủ Cộng hòa Hồ Chí Minh hạ cánh để thực hiện chuyến thăm điểm cực nam trong thời kỳ chiến tranh Việt Nam. Hồ Chí Minh đã đến sân bay này vào lúc 8h30 sáng ngày 16 tháng 6 năm 1957, máy bay chở ông đã cất cánh vào lúc 5h chiều ngày 17 tháng 6 năm 1957. Tuy nhiên, máy bay Mig của Việt Nam Dân chủ Cộng hòa tấn công vào tàu chiến của Hải quân Hoa Kỳ vào ngày 19 tháng 4 năm 1972 (phía Mỹ gọi là trận Đồng Hới, tiếng Anh: Battle of Dong Hoi) lại cất cánh từ Sân bay Khe Gát.
Năm 1972, thủ tướng Việt Nam Dân chủ Cộng hòa lúc đó là Phạm Văn Đồng và chủ tịch Cuba lúc đó là Fidel Castro đã bay từ Hà Nội vào sân bay này để đi bằng đường bộ vào thăm Quảng Trị vừa được Việt Nam Dân chủ Cộng hòa chiếm được từ Việt Nam Cộng hòa.
Sau 1975, sân bay này được sử dụng cho trực thăng quân đội và cứu hộ thiên tai nhưng không thường xuyên và gần như bỏ hoang.
Sau khi Vườn Quốc gia Phong Nha Kẻ Bàng được Tổ chức Giáo dục, Khoa học và Văn hóa Liên Hợp Quốc (UNESCO) công nhận là di sản thiên nhiên thế giới, số lượng khách du lịch tham quan đến tăng đột biến. Do đó, để phục vụ nhu cầu du lịch nghỉ dưỡng, khám phá thiên nhiên tại Quảng Bình (nay là Quảng Trị). Sân bay Đồng Hới được xây dựng để phục vụ cho phát triển du lịch.

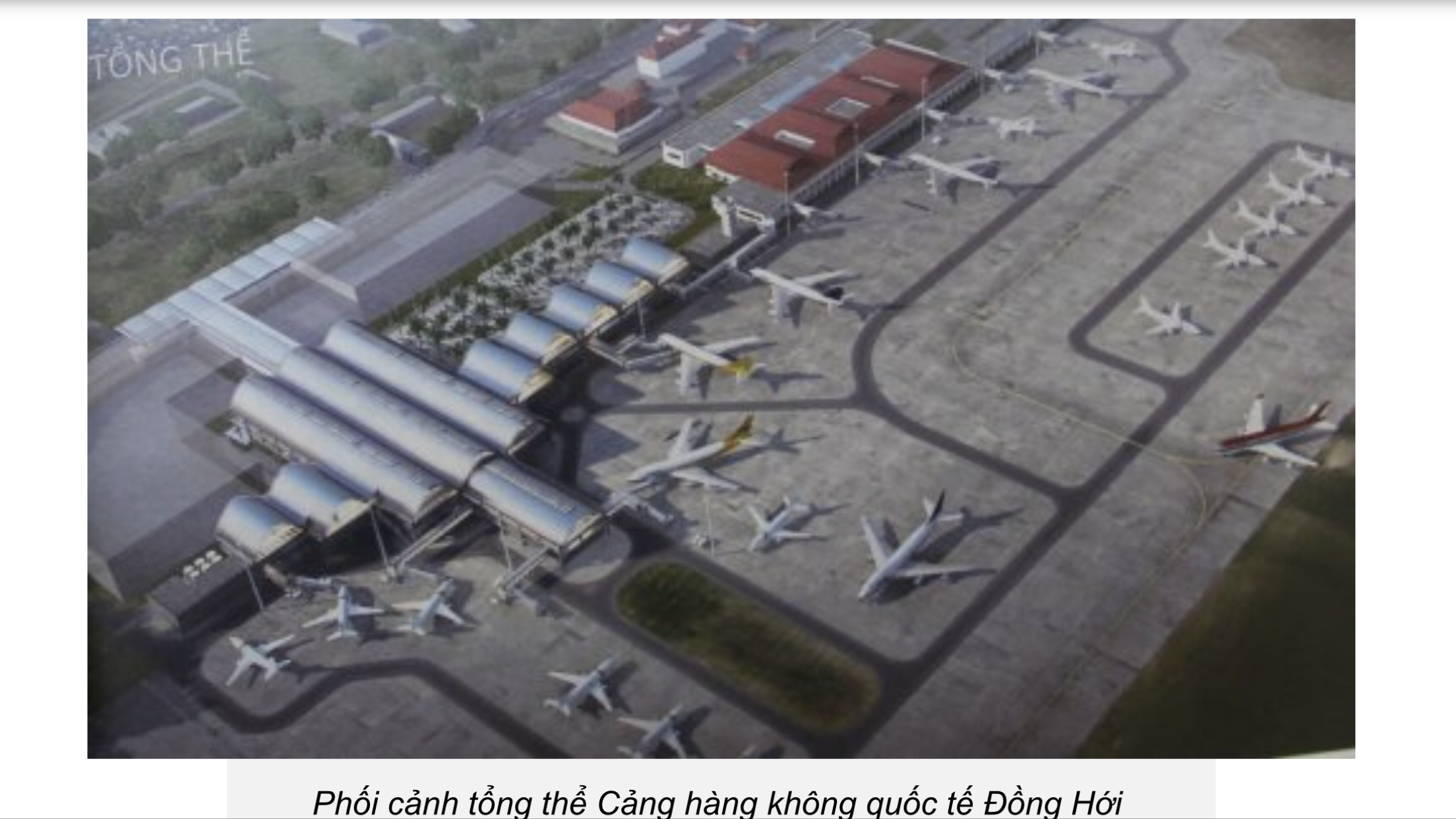
Phối cảnh dự án nâng cấp sân bay Đồng Hới, dự kiến triển khai từ cuối năm 2018 và hoàn thành quý II năm 2020

Theo dự thảo quy hoạch năm 2017 của Bộ Giao thông Vận tải trình Chính phủ, đến năm 2020, vẫn giữ nguyên đường lăn hiện hữu, đảm bảo khai thác tàu bay A320/A321 và tương đương. Giai đoạn đến năm 2030, xây dựng đường lăn song song và đường lăn nối bãi đỗ. Tuy nhiên, theo đề nghị của chính quyền tỉnh Quảng Bình và Tập đoàn FLC tháng 4/2018, Bộ Giao thông Vận tải đã đồng ý triển khai dự đầu tư nâng cấp trong năm 2018 và mở các đường bay quốc tế. Dự kiến quý 4/2018 sẽ khởi công thi công kéo dài đường băng, xây nhà ga hành khách mới; quý 2/2019 thi công xây dựng các hạng mục phụ trợ và quý 2/2020 hoàn thành và đưa vào vận hành.
Sau khi hoàn tất nâng cấp vào năm 2020, sân bay này sẽ có đường băng đạt cấp 4E, dài 3.600m và rộng 45 m, có thể phục vụ các loại tàu bay dân dụng lớn nhất hiện nay như A350, Boeing 787 Dreamliner, với hai nhà ga (quốc tế và nội địa), công suất thiết kế 10 triệu lượt khách/năm.
Ngày 4/3/2024, UBND tỉnh Quảng Bình (trước đây) và Tổng công ty Cảng hàng không Việt Nam công bố dự án xây dựng nhà ga T2 thuộc sân bay với tổng kinh phí 1480 tỷ động. Sau khi nâng cấp, số vị trí đỗ máy bay sẽ tăng lên từ 4 lên 8, diện tích tăng thêm 14 ha và công suất đón khách sẽ tăng lên 3 triệu khách/năm.

### Mốc thời gian khai thác sân bay Đồng Hới
- Tháng 6 năm 2009, mở đường bay nối Sân bay quốc tế Nội Bài [13].
- Từ ngày 1 tháng 7 năm 2009, mở đường bay nối với Sân bay quốc tế Tân Sơn Nhất (Thành phố Hồ Chí Minh) của Vietnam Airlines.[14].
- Ngày 1/2/2015, Jetstar Pacific Airlines khai trương đường bay giữa Đồng Hới – Thành phố Hồ Chí Minh bằng tàu bay A321.
- Ngày 10/5/2015, VietJet mở đường bay từ TP Hồ Chí Minh đến TP Đồng Hới.
- Ngày 26/3/2017, Vasco khai thác đường bay Hà Nội - Đồng Hới với tần suất 7 chuyến/tuần bằng tàu bay ATR72
- Ngày ngày 29 tháng 4 năm 2017, Jetstar Pacific khai trương đường bay Hải Phòng đi Quảng Bình và ngược lại bằng máy bay Airbus A320.
- Ngày 1/6/2017, Vietjet mở đường bay Hà Nội – Đồng Hới
- Ngày ngày 11 tháng 8 năm 2017, Jetstar Pacific khai trương đường bay quốc tế đầu tiên Đồng Hới (Quảng Trị) - Chiang Mai (Thái lan) (hiện tại đang dừng bay).
- Kể từ tháng 10, Jetstar Pacific thông báo tạm dừng đường bay Đồng Hới - Cát Bi do thời kỳ thấp điểm về du lịch.
- Kể từ 16/1/2019, Bamboo Airways mở đường bay tới Hà Nội.
- Ngày 15/11/2019, Bamboo Airways mở đường bay tới Tp.Hồ Chí Minh

## Thông số
Sân bay có 1 đường băng dài 2,4 km, rộng 45 m, theo tiêu chuẩn 4D của Tổ chức Hàng không Dân dụng Quốc tế (tiếng Anh: International Civil Aviation Organization). Sân bay này có thể tiếp nhận các máy bay tầm trung của Airbus 320 và Airbus A321 hoặc tương đương và các máy bay khác trở xuống. Đây là một trong những sân bay chính của khu vực Bắc Trung bộ, hiện có hai sân bay chính là Sân bay quốc tế Phú Bài và Sân bay Vinh. Sân bay này sẽ giúp tỉnh Quảng Bình tham gia có hiệu quả vào Chương trình du lịch Con đường di sản miền Trung kết nối các di sản thế giới ở miền Trung: Vườn Quốc gia Phong Nha - Kẻ Bàng, Cố đô Huế, Thánh địa Mỹ Sơn, phố cổ Hội An và Không gian Văn hoá Cồng chiêng Tây Nguyên. Con đường di sản này kết hợp giữa du lịch tìm hiểu văn hóa và khám phá thiên nhiên.
Một số thông tin cơ bản về dự án:
- Chủ đầu tư: Cụm cảng hàng không Miền Bắc
- Tổng mức đầu tư: 212 tỷ đồng
- Khởi công: Ngày 30 tháng 8 năm 2004
- Ngày hoàn thành theo Báo cáo nghiên cứu khả thi: Quý IV năm 2006.
- Ngày hoàn thành thực tế: Ngày 18 tháng 5 năm 2008
- Công suất: 300 khách/giờ cao điểm
- Năng lực phục vụ: 500.000 khách mỗi năm.

Theo tiến độ ban đầu, dự án này sẽ hoàn thành vào quý IV năm 2006, cũng là thời điểm đưa sân bay này vào vận hành thương mại. Tuy nhiên, tiến độ bị chậm trễ, thực tế phải đến tháng 5 năm 2008 mới hoàn thành.
Ngày 15 tháng 5 năm 2008, Phó thủ tướng Chính phủ Việt Nam Hoàng Trung Hải đã có quyết định phê duyệt mở cảng hàng không Đồng Hới. Chuyến bay đầu tiên từ Sân bay quốc tế Nội Bài (Hà Nội) đến Sân bay Đồng Hới 10h30 sáng ngày 18 tháng 5 năm 2008, ngày khánh thành sân bay này.
Thủ tướng Chính phủ Việt Nam cũng đã phê duyệt quy hoạch mở rộng sân bay này để có thể đón các loại máy bay cỡ lớn hơn.
Hệ thống đèn đêm và thiết bị hướng dẫn hạ cánh chính xác (ILS) đã hoàn thành vào và đưa vào sử dụng ngày 16/10/2014.
Sân đỗ máy bay đã được mở rộng thêm hai vị trí từ ngày 18 tháng 1 năm 2017 và hoàn thành ngày 26 tháng 4 năm 2017, sân bay này tổng cộng có 4 sân đỗ cho 4 máy bay tầm trung từ Airbus A321 và tương đương trở xuống.
Tháng 4 năm 2018, Tập đoàn FLC đã có đề xuất trình các cơ quan chức năng cho phép được đầu tư nâng cấp sân bay Đồng Hới trở thành sân bay quốc tế trong tương lai.

## Tuyến bay
| Hãng hàng không                     | Các điểm đến                                                                 |
| ----------------------------------- | ---------------------------------------------------------------------------- |
| Bamboo Airways                      | Hà Nội, Thành phố Hồ Chí Minh (đã ngừng)                                     |
| Hàng không Hải Âu                   | thuê chuyến: Đà Nẵng                                                         |
| Pacific Airlines                    | Thành phố Hồ Chí Minh                                                        |
| VietJet Air                         | Hà Nội, Thành phố Hồ Chí Minh, thuê chuyến: Đài Bắc-Đào Viên (từ 31/03/2025) |
| Vietnam Airlines                    | Hà Nội, Thành phố Hồ Chí Minh                                                |
| Vietnam Airlines Vận hành bởi VASCO | Hà Nội                                                                       |

## Thống kê
| Năm  | Lượng hành khách thông qua |
| ---- | -------------------------- |
| 2008 | 2.251                      |
| 2009 | 23.564                     |
| 2010 | 49.803                     |
| 2011 | 68.427                     |
| 2012 | 90.000 (ước tính)          |
| 2013 | 105.586                    |
| 2014 | 114.000                    |
| 2015 | 261.372                    |
| 2016 | 365.820                    |
| 2017 | 468.768                    |
| 2018 | 543.856                    |
| 2019 | 540.074                    |
| 2020 | 487.746                    |
| 2021 | 276.135                    |
| 2022 | 718.203                    |
| 2023 | 774.815 (Dự kiến)          |